# Stora Björntjärnen, Värmland
Stora Björntjärnen är en sjö i Hagfors kommun i Värmland och ingår i Göta älvs huvudavrinningsområde.